# Валентинов, Григорий Борисович
Григо́рий Бори́сович Абрамсо́н (партийный псевдоним, ставший в советское время официальной фамилией — Валентинов) (1896, Санкт-Петербург — не ранее 1956) — политический деятель, член Всероссийского учредительного собрания, большевик, троцкист.

## Биография
По национальности еврей. С 1915 года член большевистской партии. В 1917 году солдат. 6 октября 1917 года избран председателем Новгородского губкома РСДРП(б), занимал этот пост по июнь 1918 года. В декабре 1917 года председатель исполкома Совета рабочих и солдатских депутатов Новгородской губернии, в этом качестве арестовал почти всех членов земской управы. В конце 1917 года избран делегатом на Всероссийское учредительное собрание в Новгородском избирательном округе по списку № 6 (большевики). В 1918 году окончил юридический факультет Петроградского университета.
С начала 1920-х до 1927 года редактор газеты «Труд». В 1926—1927 годах участник объединённой оппозиции. Подписал заявление 83-х. В конце 1927 года исключён из ВКП(б) как троцкист и сослан в Усть-Кулом (Коми АССР) на 3 года. Автор известного среди троцкистской оппозиции текста «Размышление о массах». Ещё более известен ответ ему X. Г. Раковского («Письмо тов. В.») с критикой политики руководства ВКП(б) и перерождения советской власти. В 1929 году присоединился к заявлению И. Т. Смилги, Е. А. Преображенского и К. Б. Радека о согласии с «генеральной линией» партии, после чего восстановлен в ВКП(б), возвращён из ссылки. Но в 1933 году арестован вновь, приговорён к заключению на три года, 14 июня 1936 года ОСО при НКВД СССР вновь приговорён к заключению на пять лет (прибыл 30 июля 1936 из тюрьмы г. Актюбинска). После истечения срока освобожден не был. В 1948 году приговорён к заключению на 25 лет. В 1956 году освобождён как необоснованно осуждённый.

## В литературе
- Упомянут под собственным именем в романе А. И. Солженицына «В круге первом»[9]:

Григорий Борисович Абрамсон, законно оттянувший уже одну десятку (не считая шести лет ссылки перед тем) и посаженный на вторую десятку

 <…> повторника Абрамсона, побывавшего на шарашках ещё во время своего первого срока.
- Красное колесо (Узел 1. Август четырнадцатого, глава 22).